# 衞生署 (香港)
衞生署（英語：Department of Health）是香港特別行政區政府醫務衞生局轄下的部門，負責執行政府衞生政策和法定職責，包括促進健康、預防疾病、醫療護理和康復服務。

## 歷史
卫生署的前身——醫務卫生署（Medical and Health Department）成立於1939年，首長為醫務卫生總監。
1953年7月1日，非緊急救護服務由香港消防隊（H.K.F.B.）接管；1968年起所有政府救護車都歸撥香港消防事務處管理，而救護總區就成為了紀律部隊的一份子。
1987年10月9日，衞生福利司湛保庶表示，計劃將職權下放，提高運用醫療資源的靈活性。1989年4月1日，醫務衞生署重組成醫院事務署及衞生署兩個部門；衞生署並接管文康市政科部份衞生工作。
1990年12月1日，醫院管理局成立，並於翌年12月1日取代醫院事務署，負責管理全香港公立醫院。
2012年4月9日，世界卫生組織委託香港卫生署成立全球首間控煙及煙癮治療合作中心，為醫護人員提供戒煙課程培訓。
衞生署署長現時兼任輻射管理局主席、藥劑業及毒藥管理局主席、香港中醫藥管理委員會當然委員、醫院管理局大會成員、精神健康諮詢委員會當然成員、禁毒常務委員會官方委員以及香港愛滋病顧問局副主席。
2024年4月，衛生署將卡2024年7月起使用新兒童生長圖表。由衛生署、中大兒科學系和港大兒童及青少年科學系在2018年開展檢視本地兒童生長的「香港生長研究」，並制定新的生長圖表，即0-18歲的香港2020生長圖表並更新體重、身高、體重指數及頭圍數據，以監察香港兒童的生長。

### 隸屬
- ﹣1997年6月30日：卫生福利科
- 1997年7月1日﹣2002年6月30日：卫生福利局
- 2002年7月1日﹣2007年6月30日：卫生福利及食物局
- 2007年7月1日﹣2022年6月30日：食物及卫生局
- 2022年7月1日﹣：醫務衛生局

## 主要職責
- 提供家庭、長者及學生健康服務
- 提供兒童體能智力測驗服務
- 提供法醫服務
- 負責港口衞生及旅遊健康事宜
- 設立美沙酮診所
- 提供牙醫及中醫藥服務

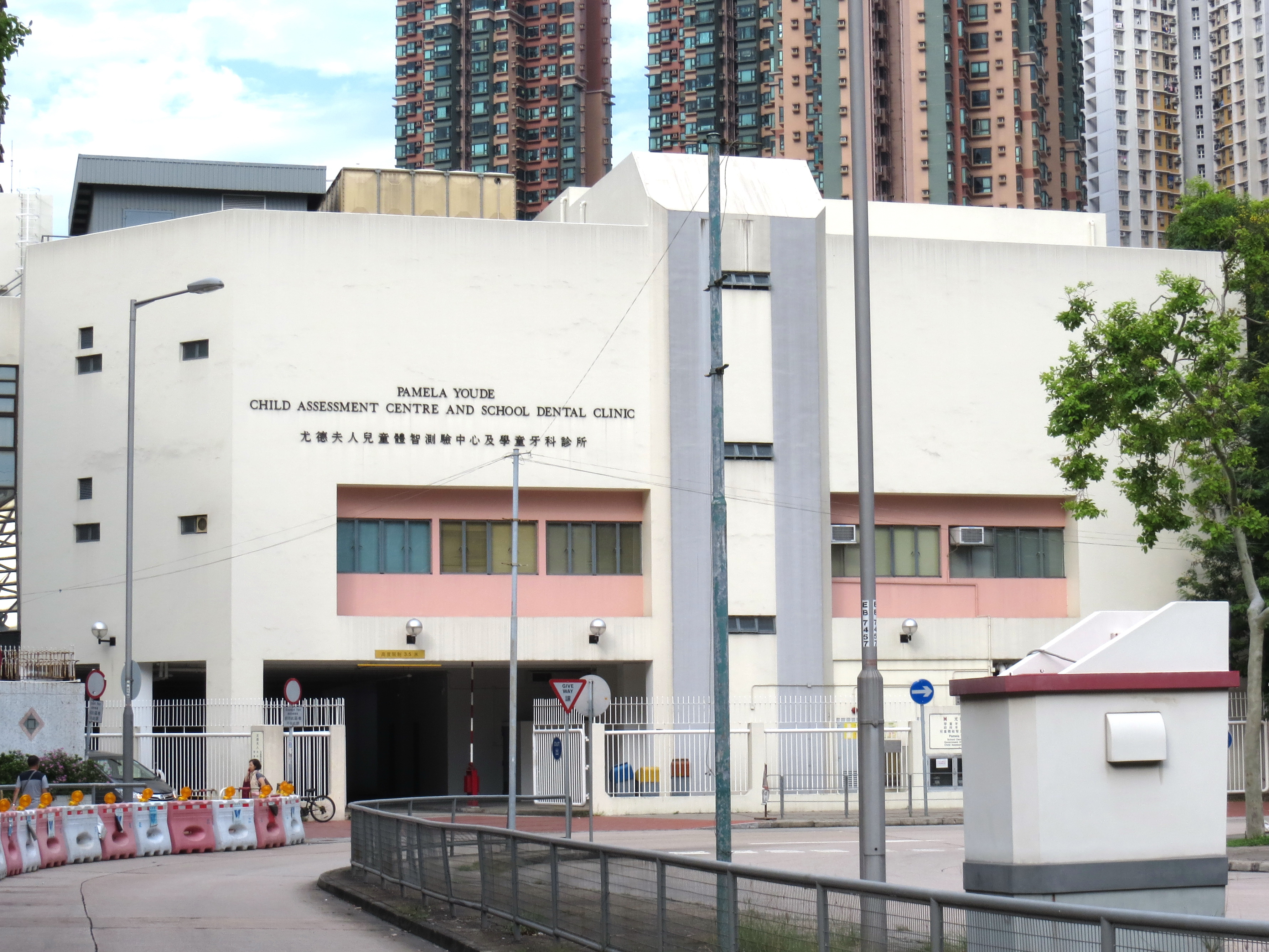
尤德夫人兒童體智測驗中心及學童牙科診所

- 執行與藥物有關的法例，供應與配發藥物予轄下診所
- 提供廣泛的遺傳病診斷、輔導與預防服務
- 登記專業醫護機構的註冊
- 進行控煙酒工作
- 進行衞生防護工作
- 提供健康教育
- 管制醫療儀器
- 管理公眾殮房

## 車輛
目前已知2輛衞生署專屬車輛。
| 車牌   | 用途                            | 備註                   |
| ------ | ------------------------------- | ---------------------- |
| AM5766 | 流動照肺車（Mobile X-Ray Unit） | 隸屬胸肺科，車身為紫色 |
| AM5767 | 流動照肺車（Mobile X-Ray Unit） | 隸屬胸肺科，車身為綠色 |

## 歷任首長
殖民地醫官（Colonial Surgeon）
- 安德森Dr. Alexander Anderson（1843年– 1844年）
- 迪爾Dr. Francis Dill（1844年– 1846年）
- Dr. Peter Young （1846年– 1847年）

醫務衛生總醫官（Director of Medical and Sanitary Services）
- Dr Arthur Robartes Wellington（1929年－1936年）

醫務處處長  （Director of Medical Services）
- Dr Arthur Robartes Wellington（1936年12月12日-1937年5月26日）[6]
- 司徒永覺 （1938年3月9日-1941年11月13日）[7]

醫務衛生總監（Director of Medical and Health Services）
- 司徒永覺（1939年－1947年）
- 牛頓醫生（1947年－1951年）
- 楊國璋（1952年－1957年）
- 麥敬時（1958年－1963年）
- 鄧炳輝（1963年－1970年）

醫務衛生署署長（Director of Medical and Health Department）
- 蔡永業（1970年－1976年）
- 唐嘉良（1976年－1989年3月）

醫院事務署署長
- 周端彥（1989年－1990年）[8]

衛生署署長
- 李紹鴻（1989年4月1日－1994年6月6日）
- 陳馮富珍（1994年6月6日－2003年8月20日）
- 林秉恩（2003年8月21日－2012年6月12日）
- 陳漢儀（2012年6月13日－2021年9月20日）[9]
- 林文健（2021年9月21日－）

衞生署副署長
- 林秉恩（1996年6月    －2003年8月   ）[10]
- 麥倩屏（2000年10月   －2001年1月   ）[11]
- 梁栢賢（2002年       －2004年4月1日）
- 梁挺雄（2004年6月1日 －2007年7月    ）
- 譚麗芬（2007年7月16日－2012年6月12日）
- 黎潔廉（2012年6月13日－2018年6月22日）
- 林文健（2018年6月23日－2021年9月20日）
- 李敏碧(2021年9月21日-)

## 外部連結
- 香港特別行政區政府 衞生署 （页面存档备份，存于）
- 衛生署 衛生防護中心 （页面存档备份，存于）
- 衛生署健康飲食專題網站 （页面存档备份，存于）